# Rafael Marañón
Rafael Carlos Pérez González (Olite, 23 de julho de 1948) é um ex-futebolista espanhol, que atuava com atacante.

## Carreira
Rafael Marañón fez parte do elenco da Seleção Espanhola de Futebol da Copa do Mundo de 1978.